# سینمای اکوادور

پوستر فیلم کرونیکا (۲۰۰۴) ساخته سباستین کوردرو با تهیه‌کنندگی گی‌یرمو دل تورو و آلفونسو کوارون. موفق‌ترین فیلم تاریخ سینمای اکوادور

سینمای اکوادور به صنعت فیلم‌سازی در این کشور اشاره دارد. اگرچه سینما در همان سال‌های نخستین قرن بیستم به اکوادور وارد شد اما در ادامه تولید بومی زیادی بدست نیامد.
گنج‌های آتاهوالپا (۱۹۲۴) ساخته آگوستو سان میگوئل اولین فیلم بلند تاریخ سینمای اکوادور است.
کارلوس کرسپی کارگردان ایتالیایی در دهه ۳۰ یک مستند با عنوان (اسپانیایی: Los Invencibles Shuaras del Alto Amazonas) درباره قبایل بومی آمازون ساخت که در بخشی از آن، نماهای ناطق نیز موجود بود.

## سینمای مدرن
بدنه سینمایی اکوادور به نوعی وام‌دار شعر و رمان است. آثار شاعر و نویسنده قدیمی اکوادوری خوزه دلا کوادرا از دهه ۴۰ تاکنون مبنای تولید فیلم‌های کوتاه و بلند و مستند بوده‌است.
خورخه انریکه آدوم، نمایش‌نامه‌نویس و شاعر اهل اکوادور از دیگر بزرگان ادبیات اکوادور است که از دهه ۵۰ تاکنون آثارش به فیلم درآمده‌اند.
سباستین کوردرو با فیلم کرونیکا(۲۰۰۴) از مشهورترین کارگردان‌های بدنه سینمای اکوادور است. تانیا هرمیدا با ۲ فیلم تا کجا (۲۰۰۶) و به نام دختر (۲۰۱۱) از دیگر فیلم سازان معروف اکوادوری است.

## فیلم‌هایی که تمام یا بخشی از آن در اکوادور فیلم‌برداری شدند
- پیرمرد و دریا (۱۹۵۸)
- کتاب مقدس (۱۹۶۶)
- کبوتر (۱۹۷۴)
- باراکا (۱۹۹۲)
- تهدید فوری و آشکار (۱۹۹۴)
- دلیل زندگی (۲۰۰۰)
- ناخدا و فرمانده: آخر دنیا (۲۰۰۳)
- کرونیکا (۲۰۰۴)
- ماریا سرشار از برکت (۲۰۰۴)
- اخراج‌شده: فهمیدن مجاز نیست (۲۰۰۸)